# 마리오 모니첼리
마리오 모니첼리(Mario Monicelli, 1915년 5월 16일 ~ 2010년 11월 29일)는 이탈리아의 영화 감독이자 영화 각본가이다. 마리오 모니칠리는 Commedia all'italiana ("이탈리아식 코미디")의 거장 중 한 명으로, 오스카상 후보에 6번 노미네이트되었고, 황금사자상을 수상했습니다.

## 출연 작품
- 소단큘라 포에버 (2010)
- 룰티모 가토파르도 (2010)
- 왓 두 유 노우 어바웃 미 (2009)
- 투스카니의 태양 (2003)
- 웰컴 투 콜린우드 (2002)
- 디어 가댐드 프렌즈 (1994)
- 일 마레 오스쿠로 (1990)
- 나는 삐까리 (1988)
- 포 러브 앤드 골드 (1983)
- 마퀴즈 오브 그릴로 (1981)
- 러버스 앤 라이어스 (1979)
- 나약한 복수 (1977)
- 디어 마이클 (1976)
- 굿나잇, 레이디스 앤 젠틀맨 (1976)
- 우리는 대령을 원한다 (1973)
- 라 모르타델라 (1971)
- 오, 그래드마더스 데드 (1969)
- 이탈리아식 변덕 (1968)
- 더 퀸스 (1966)
- 카사노바 (1965)
- 썸머 프렌지 (1964)
- 동지 (1963)
- 보카치오 70 (1962)
- 로프 포 조이 (1960)
- 더 그레이트 워 (1959)
- 빅 딜 온 마돈나 스트리트 (1958)
- 파더스 앤 썬즈 (1957)
- Donatella (1956)
- 어 히어로 오브 아워 타임즈 (1955)
- 디 언페이스펄 (1953)
- 아이들이 우리를 보고 있다 (1944)